# Santa Cruz de los Cáñamos (kommun)
Santa Cruz de los Cáñamos är en kommun i Spanien.   Den ligger i provinsen Provincia de Ciudad Real och regionen Kastilien-La Mancha, i den centrala delen av landet, 210 km söder om huvudstaden Madrid. Antalet invånare är 593.